# Медаль «За отличие в дипломатической службе»
Медаль «За отличие в дипломатической службе» (азерб. «Diplomatik xidmətdə fərqlənməyə görə medalı») — государственная награда Азербайджанской Республики. Учреждена законом № 849-IIIГ от 30 июня 2009 года

## Основания для награждения
Медаль Азербайджанской Республики «За отличие в дипломатической службе» выдается сотрудникам органов дипломатической службы Азербайджанской Республики, имеющим дипломатические звания, за следующее:
- За существенный вклад в осуществление иностранной политики Азербайджанской Республики;
- За активное участие в подготовке важных проектов, относящихся к дипломатической службе, и их осуществлении;
- За значительную работу по развитию международных связей Азербайджанской Республики;
- За добросовестную деятельность в органах дипломатической службы и особые заслуги.

## Способ ношения
Медаль Азербайджанской Республики «За отличие в дипломатической службе» носится на левой стороне груди, при наличии иных орденов и медалей Азербайджанской Республики — после них.

## Описание медали
Медаль состоит непосредственно из круглой медали и прямоугольного щита. Диаметр медали составляет 35 мм, обе её стороны состоят из круглых металлических щитов золотого цвета, на лицевой стороне имеется два круга. В первом круге сверху по кругу написаны слова «AZƏRBAYCAN RESPUBLİKASI», а внизу по кругу — «DİPLOMATİK XİDMƏTİ». В центре второго круга медали на золотой выпуклой кайме, отражающей наложенные друг на друга азербайджанские национальные орнаменты, симметрично отражены слова «DİPLOMATİK XİDMƏTDƏ FƏRQLƏNMƏYƏ GÖRƏ». Оборотная сторона представляет собой гладкую поверхность, посередине которой имеется выпуклое изображение Государственного герба Азербайджанской Республики золотого цвета диаметром 21 мм. Медаль соединяется при помощи крючка и петли со срезанным вниз под углом металлическим щитом голубого цвета («Panton 3005 °C») размером 27 мм х 39 мм, имеющим элемент для крепления к одежде. На щите размещен элемент, состоящий из идущих из нижнего левого угла в правый верхний угол 4 золотых полос шириной 0,5 мм каждая и расположенных между ними 3 наклонных полос, отражающих цвета Государственного Флага Азербайджанской Республики, шириной 4 мм каждая. К нижней части щита прикреплена золотая пластинка шириной 4 мм. К медали прилагается планка размером 27 мм х 9 мм, имеющая элемент для крепления к одежде, изготовленная из металла и на которой на голубом фоне, на щитке расположен элемент, повторяющий три наклонные полосы, отражающие цвета Государственного Флага Азербайджанской Республики.